# Stazione meteorologica di Abbadia San Salvatore
La stazione meteorologica di Abbadia San Salvatore è la stazione meteorologica di riferimento per il Centro funzionale regionale della Toscana relativa al centro di Abbadia San Salvatore.

## Storia
La stazione meteorologica iniziò ad effettuare osservazioni e registrazioni a partire dal 1930, fornendo i dati termopluviometrici al Ministero dei lavori pubblici per la loro pubblicazione negli annali idrologici del compartimento di Roma fino all'anno 2002. Pur essendo ubicata situata nel territorio regionale della Toscana, il compartimento di competenza risulta quello laziale in base al bacino idrografico di appartenenza.
Con la regionalizzazione del Servizio idrografico nazionale, la stazione meteorologica è entrata a far parte della rete del Ufficio idrografico e mareografico regionale del Lazio, che ha installato una nuova stazione meteorologica automatica per la fornitura dei dati in tempo reale anche al Servizio idrologico regionale della Toscana.

## Dati climatologici 1961-1990
In base alla media trentennale di riferimento (1961-1990), la temperatura media del mese più freddo, gennaio, è di +1,8 °C; quella del mese più caldo, agosto, si attesta a +18,8 °C .
| Abbadia San Salvatore (1961-1990) | Mesi | Mesi | Mesi | Mesi | Mesi | Mesi | Mesi | Mesi | Mesi | Mesi | Mesi | Mesi | Stagioni | Stagioni | Stagioni | Stagioni | Anno |
| Abbadia San Salvatore (1961-1990) | Gen  | Feb  | Mar  | Apr  | Mag  | Giu  | Lug  | Ago  | Set  | Ott  | Nov  | Dic  | Inv      | Pri      | Est      | Aut      | Anno |
| --------------------------------- | ---- | ---- | ---- | ---- | ---- | ---- | ---- | ---- | ---- | ---- | ---- | ---- | -------- | -------- | -------- | -------- | ---- |
| T. max. media (°C)                | 5,3  | 6,1  | 9,3  | 12,8 | 17,8 | 21,9 | 25,2 | 25,6 | 21,9 | 16,3 | 10,6 | 7,4  | 6,3      | 13,3     | 24,2     | 16,3     | 15,0 |
| T. min. media (°C)                | −1,8 | −1,1 | 1,2  | 3,8  | 7,2  | 10,2 | 12,0 | 12,0 | 9,8  | 6,3  | 3,2  | 0,1  | −0,9     | 4,1      | 11,4     | 6,4      | 5,2  |

## Temperature estreme mensili dal 1930 ad oggi
Nella tabella sottostante sono indicate le temperature massime e minime mensili registrate periodo dal 1930 in poi; la serie storica risulta lacunosa in alcuni periodi.
La temperatura minima assoluta della serie storica esaminata è scesa a -17,8 °C il 31 gennaio 1963, mentre la temperatura massima assoluta ha toccato i +37,0 °C il 4 agosto 2017.
| Abbadia San Salvatore (1930-2023) | Mesi         | Mesi         | Mesi         | Mesi        | Mesi        | Mesi        | Mesi        | Mesi        | Mesi        | Mesi        | Mesi        | Mesi         | Stagioni | Stagioni | Stagioni | Stagioni | Anno  |
| Abbadia San Salvatore (1930-2023) | Gen          | Feb          | Mar          | Apr         | Mag         | Giu         | Lug         | Ago         | Set         | Ott         | Nov         | Dic          | Inv      | Pri      | Est      | Aut      | Anno  |
| --------------------------------- | ------------ | ------------ | ------------ | ----------- | ----------- | ----------- | ----------- | ----------- | ----------- | ----------- | ----------- | ------------ | -------- | -------- | -------- | -------- | ----- |
| T. max. assoluta (°C)             | 17,5 (2007)  | 18,7 (1939)  | 23,0 (1989)  | 24,9 (2012) | 29,9 (2022) | 35,0 (2022) | 35,7 (2015) | 37,0 (2017) | 32,8 (2008) | 27,0 (1961) | 21,3 (2004) | 19,0 (1934)  | 19,0     | 29,9     | 37,0     | 32,8     | 37,0  |
| T. min. assoluta (°C)             | −17,8 (1963) | −14,5 (1940) | −14,0 (1963) | −7,0 (1966) | −2,0 (1941) | 1,6 (1962)  | 4,0 (1961)  | 3,5 (1968)  | 1,0 (1970)  | −5,5 (1941) | −9,0 (1956) | −14,1 (1941) | −17,8    | −14,0    | 1,6      | −9,0     | −17,8 |